# Casa Museu la Barbera dels Aragonés
La Casa Museu La Barbera dels Aragonés de la Vila Joiosa (País Valencià) va pertànyer a la família Aragonés, terratinents que van exercir importants càrrecs polítics i militars des de la baixa Edat Mitjana fins al s. XIX. Segons els llibres d'armes, el cavaller templer Juan Aragonés va arribar amb Jaume I el s. XIII, motiu pel qual l'escut familiar és la creu del Tremp, que es pot trobar en diferents objectes de la casa. En extingir-se la família en 1992, la Barbera (com la hi coneix popularment) va passar a propietat municipal. L'edifici conté una important col·lecció de grafiti, vestits, vaixelles, mobiliari i objectes quotidians i decoratius dels segles XVII a XX, gran part d'ells exposada i la resta conservada als magatzems Vilamuseu, la Xarxa de Museus i Monuments de la Vila Joiosa.
L'edifici es va construir a la fi del s. XVI i va sofrir una important reforma a mitjan s. XVIII, quan se li va afegir la crugia davantera.
A l'interior, la planta baixa es destinava al servei i a despatx d'assumptes relacionats amb la finca, i la primera planta es destinava a segon habitatge familiar. L'arcada del segon pis o riurau servia per a l'assecat de la pansa, i darrere està la cambra (magatzem agrícola). Aquest riurau és el més meridional conegut fins hui, i testimonia la importància de l'elaboració de vi i pansa a la comarca fins a finals del s. XIX.

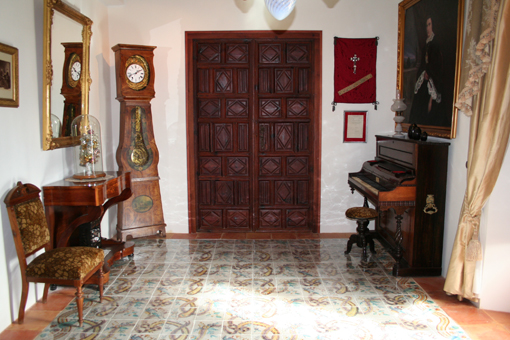
Saló del paviment rococó de la Casa Museu la Barbera dels Aragonés (la Vila Joiosa)

La torreta va servir per controlar les terres i previndre atacs barbarescos i de bandolers.
Actualment funciona com a casa museu des de 2005, reconeguda com a museu del País Valencià oficialment per la Generalitat Valenciana per resolució de 3 de setembre de 2009 (DOGV 6125 de 19 d'octubre de 2009).